# Предњачећа постељица
Предњачећа постељица или плацента превија (лат. placenta praevia) јесте стање у трудноћи у коме постељица (плацента), уместо да се имплантира високо уз тело материце, расте изнад унутрашњег отвора материце и чини га делимично или потпуно непроходном за порођај.

## Епидемиологија
Предњачећа постељица на глобалном нивоу јавља се отприлике једном на сваких 200 порођаја. Претпоставља се да се стопа предњачеће постељице повећава због пораста броја царских резова. Разлози за регионалну географску варијације могу укључивати етничку припадност и начин исхране.
Африка
Стопе предњачећа постељице у субсахарској Африци су најниже на свету, у просеку 2,7 на 1.000 трудноћа. Упркос малој преваленцији, ова болест је имала дубок утицај у Африци јер је повезана са негативним исходима и за мајку и за бебу. Најчешћи исход предњачећа постељице код мајке је екстремни губитак крви пре или после порођаја, што је главни узрок смртности мајки и одојчади у земљама попут Танзаније. Фактори ризика за праевију плаценте код афричких жена укључују претходне трудноће, пренатално конзумирање алкохола и недовољну гинеколошко негу.
У северној Африци стопа предњачећа постељице јавља се у 6,4 случаја на 1.000 трудноћа.
Азија
Континентална Кина има највећу преваленцију предњачеће постељице у свету, која износи у просеку 12,2 на 1.000 трудноћа. Конкретно, предњачећа постељице је најчешћа у југоисточној Азији, иако разлог за то још није истражен. Постоји много фактора ризика за предњачећу постељицу код азијских жена, који укључују трудноћу које се јављају код жена старијих од 35 година (поодмакло доба мајке) или код жена које су имале претходни царски рез, вишеструке трудноће и код жена које су доживеле побачај или абортус у прошлост. У поређењу са другим азијским земљама, предњачећа постељица је чешћа у Јапану (13,9 на 1.000) и Кореји (15 на 1.000). На Блиском истоку, стопе предњачеће постељице су ниже. нпр. у Саудијској Арабији (7,3 на 1.000) и у Израелу (4,2 на 1.000).
Аустралија
Континент са другом највећом стопом предњачеће постељице је Аустралија, у којој болест погађа око 9,5 од 1.000 трудница. Истраживачи који се баве овим стопама тестирали су специфичност и осетљивост скенирања феталних аномалија. У закључку, утврђено је да се праг који дефинише предњачећу постељицу (на основу близине постељице и грлића материце) мора смањити како би се побољшала тачност дијагноза и избегли лажни позитивни резултати скрининга.
Европа
Предњачећа постељица у Европи се јавља у око 3,6 случаја на 1.000 трудноћа.
Латинска Америка
У Латинској Америци, предњачеће постељице се јављају у око 5,1 случаја на 1.000 трудноћа.
Северна Америка
У Северној Америци предњачећа постељица се јавља у 2,9 случаја на 1.000 трудноћа. Етничке разлике показују да је мања вероватноћа да ће беле жене доживети предњачећу постељицу него црнкиње. Поред тога, више случајева предњачеће постељице налази се код жена из области са ниским приходима који су повезани са недовољном негом трудноће. Према социо-економској демографији у Северној Америци, црне жене чешће долазе из области са ниским приходима и стога имају већу вероватноћу да ће развити предњачећу постељицу.
У Новој Шкотској, одојчад рођена од труднице која доживи предњачећу постељицу имају стопу смртности 3-4 пута већу од нормалне трудноће. Неколико фактора доприноси овој стопи, укључујући дужину времена фетуса у материци и старост мајке. Деца која су преживела имала су повећану стопу урођених мана, проблема са дисањем и абнормалности крви.
Истраживања сугеришу да се инциденција предњачеће постељице у САД повећава као резултат повећане стопе царских резова.

## Етиологија
Узрок предњачеће постељице је непознат, али се зна да је повезан са одређеним условима укључујући следећа стања код труднице:
| Фактори ризика                               | Однос квота |
| -------------------------------------------- | ----------- |
| Мајке старије животне доби (преко 35 година) | 9,1         |
| Наркоманија                                  | 2,8         |
| ≥1 царских резова                            | 2,7         |
| Трудноћа и паритет ≥5                        | 2,3         |
| Трудноћа и паритет 2–4                       | 1,9         |
| Пушење дувана                                | 1,6         |
| Урођене аномалије                            | 1.7         |
| Мушки фетус (у односу на женски)             | 1,1         |
| Порођајем изазвана хипертензија              | 0,4         |

Предњачећа постељица у претходној трудноћи (стопа рецидива 4–8%), порођај царским резом, миомектомија или оштећење ендометријума узрокована киретажом.
Жене млађе од 20 година у већем су ризику, а жене старије од 35 година су у све већем ризику како старе.
Жене које су имале раније трудноће (мултипарност), посебно велики број трудноћа у блиском размаку, су под већим ризиком због оштећења материце.
Пушење дувана током трудноће.
Употреба кокаина током трудноће.
Жене са великом плацентом нпр. код близанаца или еритробластозе, под већим су ризиком.
Раса је контроверзан фактор ризика, при чему су неке студије откриле да су жене из Азије и Африке изложене већем ризику, док се код других жена не налазе никакве разлике.
Патологија постељице (веламентозна инсерција, сукцентуријатни режњеви, дводелна постељица итд.).
Ако је фетус у неуобичајеном положају: у карлици (прво задњица) или попречно (лежи хоризонтално преко материце).
Употреба алкохола током трудноће раније је била наведена као фактор ризика, али је дискредитована накнадним студијама.

## Врсте предњачеће постељице
Традиционално, у пракси се наводе четири врсте предњачеће постељице, али се дана најчешће прави разлика између „већих“ и „мањих случајева“.
| Врста          | Опис                                                                             |
| -------------- | -------------------------------------------------------------------------------- |
| Мањи случајеви | Плацента је у доњем сегменту материце, али доња ивица не покрива унутрашњу осу   |
| Већи случајеви | Плацента се налази у доњем сегменту материце, а доња ивица покрива унутрашњу осу |

Такође се предњачеће постељице могу класификовати у три врсте, као:
Маргинална или рубна предњачећа постељица
Код ових постељица руб постељице је врло близу ушћу врата матернице. Рубна предлежећа постељица представља висок ризик крварења током порода. Иако је могућ вагинални порођа, али се порођај обично довршава царским резом.
Парцијална или делимична предњачећа постељица Код овог типа постељица деломично покрива ушће врата матернице. Вагинални порођај ће вероватно резултовати крварењем јер је постељица оштећенапритиском детета.
Тотална или потпуна предњачећа постељица
Тотална постељица, као што јој сам називкаже потпуно покрива ушће врата матернице. У овим случајевима порођај се мора обавити царским резом.

## Клиничка слика
Предњачећа постељица може изазвати безболно крварење (светло црвене боје) из вагине које изненада почиње након 20 недеља трудноће. Када крварење постати обилно, оно може угрозити живот жене и фетуса. Неке жене такође имају контракције.
Предњачећа постељица може изазвати следеће знаке и симптоме код фетуса:
- може бити у абнормалном положају .
- можда неће расти онолико колико се очекивало (ограничење интраутериног раста).
- мембране око фетуса могу прерано да пукну (прерано пуцање мембрана).
- крвни судови који повезују пупчану врпцу и постељицу могу блокирати излазак фетуса кроз отвор грлића материце (лат. vasa previa).

Ако су жене имале порођај царским резом, предњачећа постељица повећава ризик да ће постељица бити превише чврсто везана за материцу као шшто је то случај код патолошки адхерентне постељице (лат. placenta accreta). Ови поремећаји се разликују по томе колико је постељица чврсто причвршћена за материцу.

## Дијагноза
Предњачећа постељица се дијагностикује ултразвучним уређајем, било током рутинског пренаталног прегледа или након епизоде вагиналног крварења. Већина случајева предњачеће постељице дијагностикује се током ултразвучног прегледа у другом тромесечју.

### Фетална ултрасонографија
Ултразвучним прегледом током трудноће (феталном ултрасонографијом) добија се у реалном времену слика плода, постељице и плодове воде на екрану ултразвучног апарата у црно-белој боји или у колору.
Како фетална ултрасонографија није радиолошка метода заснована на зрачењу рендгенским зрацима, она не може угрозити плод. А захваљујући ултрасонографији акушер је у могућности да добије много корисних информација о фетусу, да дијагностикује проблеме или да прати раст и развој плода (мери дебљину коже бебиног вратног набора и ниво хормона у крви мајке и тако у првом триместру трудноће открије ризик од Дауновог синдрома, и других урођених аномалија.

### Трансвагинална ултрасонографија
За прецизнији имиџинг, можда ће требати и трансвагинални ултразвук, која користи уређај са сондом налик штапићу постављеном унутар вагине. Током прегледа лекар води рачуна да положај уређаја не оштети постељицу што би изазвало крварење.

## Терапија
Оскудно вагинално крварење нешто пре 34. године, лечи се у болници, мировањем у кревету и избегавањем полних односа (може изазвати крварење започињање порођаја или непосредну повреду постељице). Ако крварење престане, обично је трудници дозвољено да се креће и буде отпуштени из болнице.
Ако је крварење обилно или неконтролисано, или и једно и друго, а плућа фетуса су зрела (обично са 36 недеља), индикован је прекид трудноће.
Трудноћа се скоро увек завршава царским резом, док је вагинални порођај могућ код жена са ниским притиском на постељицу ако глава фетуса чврсто притиска постељицу, а порођај је већ узнапредовао или ако је трудноћа <23 недеље а порођај је очекиван.
Хеморагични шок се лечи у складу са прописаном процедуром за ову врсту шока.

## Компликације

### Компликације од стране мајке
- антепартално крварење

- малпрезентација

- абнормална плацентација

- постпартално крварење,
- породиљска грозница.

Предњачећа постељица повећава ризик од породиљске грознице и постпорођајног крварења јер се доњи сегмент за који је постељица везала слабије контрахује након порођаја.

### Феталне компликације
- унутарматерична хипотрофија (учесталоост 15%).[22]

- хипоксија,

- превремени порођај,

- смрт.

## Прогноза
Највећи ризик је тешко крварење које може бити опасно по живот мајке и бебе. Ако је крварење јако можда ће беба морати да се породи рано, пре него што се развију главни органи, као што су плућа.
За већину жена које добијају редовну пренаталну негу, ово стање се дијагностикује пре него што се појаве симптоми, што помаже лекару и мајци да предузму кораке да минимизирају ризике од овог стања.